# Gerfalco
Gerfalco è una frazione del comune italiano di Montieri, nella provincia di Grosseto, in Toscana.

## Geografia fisica
Gerfalco si trova a nord-ovest del capoluogo, ai piedi del rilievo montuoso delle Cornate dove si estende l'omonima riserva naturale. Le Cornate di Gerfalco costituiscono la vetta più elevata delle Colline Metallifere, raggiungendo l'altezza di 1060 metri s.l.m.

## Storia
Il borgo sorse in epoca medievale e fu conteso tra i vescovi di Volterra, i Pannocchieschi e gli Aldobrandeschi fino alla fine del XIII secolo, epoca in cui passò sotto il controllo della famiglia Pannocchieschi. 
Passato successivamente sotto il controllo dei Senesi, il paese conobbe alcuni periodi di decadenza. Nella seconda metà del XVI secolo anche Gerfalco venne inglobato nel Granducato di Toscana. 

## Monumenti e luoghi d'interesse

### Architetture religiose
- Chiesa di San Biagio, chiesa parrocchiale della frazione, di origini medievali, venne profondamente ristrutturata in epoca tardo-rinascimentale e riconsacrata sul finire del XVI secolo, come indicato su una lapide posta al suo interno, dove sono custodite alcune opere in stile barocco.
- Chiesa della Misericordia, sorta in epoca medievale, venne completamente ricostruita tra la fine del XVII e gli inizi del XVIII secolo. L'aspetto attuale è dovuto ad un restauro effettuato negli anni ottanta del XX secolo.
- Chiesa di Sant'Agostino, situata fuori dalle mura che delimitano il nucleo storico del paese, venne edificata nel corso del XIV secolo assieme all'annesso convento.

### Architetture militari
- Mura di Gerfalco, sistema difensivo del borgo di Gerfalco, se ne conservano alcuni tratti, con due torri di guardia e due porte di accesso.

## Società

### Evoluzione demografica
Quella che segue è l'evoluzione demografica della frazione di Gerfalco. Sono indicati gli abitanti dell'intera frazione e dove è possibile la cifra riferita al solo capoluogo di frazione. Dal 1991 sono contati da Istat solamente gli abitanti del centro abitato, non della frazione.
| Anno | Abitanti | Abitanti       |
| Anno | Frazione | Centro abitato |
| ---- | -------- | -------------- |
| 1640 | 717      | -              |
| 1745 | 413      | -              |
| 1833 | 748      | -              |
| 1845 | 820      | -              |
| 1921 | 1 040    | -              |
| 1931 | 936      | -              |
| 1961 | 581      | 404            |
| 1981 | 208      | 148            |
| 2001 | -        | 78             |
| 2011 | -        | 110            |